# Antonín Zelnitius
Antonín Zelnitius (12. dubna 1876, Uherské Hradiště – 3. března 1957 Staré Město) byl učitel, amatérský archeolog, kronikář, muzejník, varhaník.

## Život
Obecnou školu Antonín Zelnitius navštěvoval ve svém rodišti ve Starém Městě v letech 1882 – 1887. Potom do roku 1891 studoval na českém gymnasiu v Uherském Hradišti, pak pobýval ve Vídni v kongregaci Školských bratří. V roce 1898 složil zkoušku dospělosti na učitelském ústavě v Kroměříži jako privatista za inspekce zemského školního inspektora Royta. Následovalo období takřka světoběžnické, kdy Antonín Zelnitius působil jako školský bratr v Gorici, dva roky na německé soukromé škole v Litoměřicích, potom jeden rok v Praze Bubenči, jeden rok v Sofii, jeden rok ve Vídni III., čtyři roky v Bukurešti na arcibiskupské škole u katedrály sv. Josefa, kde byl také po smrti slavného hudebního profesora P. Emana Pohla, rodem z moravských rodičů, jeden rok varhaníkem. Dále působil čtyři roky na cvičné škole v Bubenči a krátký čas také na Hrušici – Jesenici pod Triglavem v Kraňsku (dnešním Slovinsku).
Po vypuknutí 1. světové války byl na žádost rakouského vyslanectví a arcibiskupa v Bukurešti ustanoven učitelem opět v Bukurešti na 2. katolické škole a varhaníkem, případně regentem ve farním kostele. Když 27. srpna 1916 s Rumunskem začala bitva o Transylvánii, kdy Rumunsko napadlo Rakousko-Uhersko s cílem dobýt na něm Sedmihradsko a vyřadit jej z války, byl Antonín Zelnitius právě na léčení v domově u svých rodičů v Uherském Hradišti. Posléze byl Antonín Zelnitius ustanoven učitelem ve Stetten u Korneuburgu. Odtud po dosažení dispense z Říma z Kongregace vystoupil. Potom byl pět let vychovatelem, případně učitelem v Praze, v Poděbradech. Po třicetiletém pobytu mimo Moravu byl Antonín Zelnitius od 1. ledna 1922 ustanoven výpomocným učitelem ve Starém Městě, kde učil po celý rok. Následně působil rok v Hluku a vrátil se zpět do Starého Města. Od 1. září 1930 byl řídícím učitelem na nedalekém Velehradě.

## Archeologické výzkumy
Již v Antonínově mládí v roce 1887 vzbudil zájem Antonína Zelnitia o archeologii ve Starém Městě, zejména o lokalitu „na Valách“, jeho strýc Jan Roder, korytář ve Starém Městě, později v Mařaticích.
V devadesátých letech devatenáctého století se pokoušeli o prozkoumání valu v zahradě Schilderova mlýna archeologové Martin Kríž s Františkem Myklíkem, ale neúspěšně. Prohlásili, že to není val, třeba se tomu území říká „na Valách“, nýbrž že „je to skrojek horského břehu, oddělený mlýnskou strouhou, hlína lidskou rukou nedotknutá“, což později staroměstský kronikář okomentoval: „A tak se stalo, že se nikdo o území a jeho památky nestaral, takže byly ničeny po celých 30 let ke škodě vědy, pravdy a národa. Dnes jest však jisto, že území „na Valách“ je skutečný val, neb lépe řečeno, jsou to zbytky skutečného valu, což potvrzuje dodatečně zápis farní matriky v Hradišti z roku 1680 na str. 79. „Hoc mense Augusto…Plurimi etiam hoc mense et aliis mortui sunt v kruchach post inde per hortos et intra moenia sepulti… (Toho měsíce srpna…Mnozí také toho měsíce i jinde zemřelí jsou v kruhách za Starým Městem, sem a tam v zahradách a mezi opevněním pohřbeni…)“
Ještě v době vídeňského pobytu, když se zrovna v roce 1897 léčil doma, upozornil Antonín Zelnitius svého přítele K. Hanáka na význam Starého Města pro prehistorickou archeologii. Když počátkem roku 1922 nastoupil místo učitele ve Starém Městě, již v únoru byl upozorněn svými žáky, že místní občané dobývající písek v místní pískovně „na Valách“, zvané Klečkův písečník, narážejí na četné hroby. Po ohledání místa nabyl přesvědčení o nezbytnosti hlubšího bádání tohoto místa coby důležité lokality. Jeho názor však nebyl přijímán, mělo se za to, že jde o nějaký nevýznamný hromadný hrob z doby Třicetileté války nebo z doby pozdějších nepřátelských vpádů. Když Antonín Zelnitus starému osvědčenému archeologovi lékárníkovi Hellichovi, s kterým se seznámil před rokem v Poděbradech, předložil k určení některé archeologické střípky ze Starého Města a pověděl mu o pohřebišti „Na Valách“, byl vybídnut, aby se věnoval archeologii ve Starém Městě a tak „zachraňoval na kotáru obce památky všeho druhu pro potomky“. Mnoho archeologických památek totiž poničili místní výrostci, kteří se bavili tím, že se kameny trefovali do starých nalezených nádob, aniž by tušili, že pocházejí z doby velkomoravské. Antonín Zelnitius tedy získal několik zájemců, a tak vznikl již na samém sklonku roku 27. prosince 1922 Musejní spolek Starý Velehrad - Staré Město se sídlem ve Starém Městě. Pohřebišti „Na Valách“ nebyl přikládán však ani potom větší význam. Naleziště bylo tedy soustavně pustošeno nadále.
Obrat nastal až v roce 1924, jak zachycuje staroměstský kronikář: „V neděli 3. srpna, v den ukončení IV. mionistického sjezdu, dověděl se p. řídicí učitel Antonín Zelnitius od staroměstského rodáka P. Křiváka, že rolník Petr Bureš (č. 50) našel ve své pískovně zlatou náušnici, vzácné a umělecké práce. Ihned vyhledal p. Bureše, nalezenou náušnici prohlédl, okreslil a důtklivě mu připomenul, že ji nesmí prodati, že má na ni nároky jedině Musejní spolek. P. Bureš mu sdělil, že jeho švagr Jan Klečka p. č. 27 také něco má. Ihned k němu zašel a dostal zbytek nálezu. Železnou oválnou krabici dřevem vykládanou a v ní jakousi zelenou hmotu. Dnes vidím, pravil, že jsou to náušnice, obalené pásem bronzem tkaným, který je celý proměněn v měděnku, patinu. Náušnici p. Bureše ještě v tom týdnu zabavil, pak ji převzal pro Památkový ústav p. konservator archeolog J. L. Červinka a uložil ji v Zemském museu brněnském s nápisem „Staré Město“.“
Antonín Zelnitius poukázal na zmíněné nálezy a dosáhl konečně toho, že mu byla Musejním spolkem povolena podpora, aby zachránil co se ještě zachrániti dá. Začal pracovat „Na Valách“, ale úplně sám.
Za jeho archeologické činnosti z písku kromě kostí začaly ve větší míře vypadávat zdobné šperky z drahých kovů. Dnes již však nikdo nespočítá, kolik zlatých předmětů bylo do té doby hluboko pod cenou prodáno židovi. Uvědomíme-li si, že pískovna byla otevřena již v roce 1897, sotva odhadneme, kolik asi památek bylo nenávratně zničeno.
Přes počáteční nezájem ze strany Inocence Ladislava Červinky, avšak s významnou podporou, kterou poskytl profesor Lubor Niederle a od roku 1928 i Státní archeologický ústav v Praze, se Zelnitiovi postupně podařilo Na Valách odkrýt více než 300 velkomoravských hrobů a několik desítek sídlištních objektů. Mezi jeho nejznámější objevené artefakty patří honosné stříbrné nákončí opasku se skly a almandiny (on sám se domníval, že se jedná o ozdobu čelenky).
Zásluhou muzejního spolku a jeho archeologa Antonína Zelnitia bylo dne 29. května 1927 ve Starém Městě slavnostně otevřeno muzeum v místnosti staré školy, která byla pro potřeby uložení a vystavení archeologických artefaktů připravována již dva roky předem. V muzeu byly uloženy nálezy nejen Antonína Zelnitia, ale též starší nálezy Františka Myklíka.
V roce 1938 psal o těžkých začátcích archeologa řídícího učitele Antonína Zelnitia neznámý autor: „Vzpomínáme si, jak jeho první cesta ze staroměstské školy byla vždy jen k valu, nechť to bylo přes poledne, nebo po odpoledním vyučování, kde pracoval až do noci. A ráno, nežli odcházel do školy, byla jeho první cesta k valu.
A dnes? Tento tichý pracovník na poli kultury a dějin národa nebažící po odměně, ani po slávě pracuje neúnavně dále ve prospěch světla a pravdy. Antonín Zelnitius dodnes řídí odborně archeologické vykopávky ve Starém Městě a to na Staroslovanském pohřebišti „na Valách“, „na Špitálkách“, „na Stodůlkách“ a jiných místech, na Velehradě a okolí. Jeho zásluhou a horlivostí bylo muzeum ve Starém Městě nejen vybudováno, nýbrž i nejcennějšími sbírkami a předměty obohaceno. Staroměstské muzeum dnes možno zařadit mezi nejcennější muzea po stránce archeologické éry staroměstské vůbec. K zásluze jeho budiž připočteno též uspořádání muzea na Velehradě, jakož i archeologického oddělení Slováckého muzea v Uherském Hradišti.“
Archeologické výzkumy ve Starém Městě byly mezi lety 1942 a 1945 přerušeny. Antonín Zelnitius sice ještě nějakou dobu řídil výzkumy ve Starém Městě,  ale v roce 1947 s činností archeologa ze zdravotních důvodů skončil.
Ke konci 40. let došlo ještě k jednomu významnému archeologickému odkryvu, v němž určitou úlohu sehrál Antonín Zelnitius. Na brněnskou pobočku Státního archeologického ústavu přišel korespondenční lístek, že ve Starém Městě na Špitálkách bagr těžící zeminu odebírá zbytky „nějakého rumiště“. Kdovíproč se pisatel neobrátil na nového vedoucího archeologického výzkumu ve Starém Městě vystudovaného archeologa Viléma Hrubého, který převzal výzkum po Antonínovi Zelnitiovi a odkrýval pohřebiště Na Valách vzdálené 1300 metrů. Než přijel Josef Poulík z Brna, byla již odbagrována polovina zbytků stavby i s archeologickým obsahem. Korespondenční lístek sice nebyl podepsán, ale o Zelnitiovi bylo známo, že nepoužívá klasické dopisy, ale korespondenční lístky, a že nadále sleduje staroměstské lokality.
Josef Poulík na místě odkryl základy dalšího velkomoravského kostela a několik hrobů, v jednom z nich byla nalezena stříbrná plaketa s jezdcem nesoucím dravce, tzv. sokolníkem.

## Publikační činnost
Své nálezy Antonín Zelnitius publikoval ve Sborníku velehradském (1940 a 1942) a v samostatných tiscích (1931, 1932 a další). Postupem času psal polemizující články, v nichž již tehdy obhajoval své závěry proti oponentům, že velkomoravský Veligrad je totožný s lokalitou dnešního Starého Města (1937 a 1942). Inocenc Ladislav Červinka se naopak domníval, že Veligrad je totožný s pohraničním hradem Děvínem na soutoku řek Moravy a Dunaje. Na novinový článek Inocence Ladislava Červinky „Velehrad bajkou“ odpověděl Antonín Zelnitius článkem „Velehrad pravdou“.

## Zásluhy
Zásluhy Antonína Zelnitia neopomněl zmínit jeho nástupce na staroměstské archeologické lokalitě Prof. PhDr. Vilém Hrubý, DrSc., moravský archeolog, muzejníka a pedagog: "Mimořádnou zásluhu o zamezení dalšího ničení staroslovanského pohřebiště Na valách má Antonín Zelnitius, který již roku 1922 prohlédl naleziště a upozornil dělníky zde pracující na možnost nálezů historické ceny." 
K největším zásluhám Antonína Zelnitia patří kromě otevření muzea zejména skutečnost, že problematika Starého Města vešla ve všeobecnou známost a o staroměstské nálezy se začaly zajímat veličiny meziválečné evropské archeologie, jako např. Lubor Niederle, Karel Buchtela, Jaroslav Böhm a Karl Dinklage.
Neznámý novinář, autor několika článků, který se podepsal J. M. H., napsal o Zelnitiovi: „Záslužnou vědeckou činnost zhodnotili a ocenili vynikající odborníci, zejména univerzitní profesor dr. Lubor Niederle a ředitel státního ústavu archeologického vrchní rada vv. Karel Buchtela. Uznali ji také plně obecní zastupitelé ve Starém Městě, kteří jmenovali Antonína Zelnitia čestným členem. Též členstvo Archeologického spolku Starý Velehrad, které jej na valné hromadě spolkové 18. září 1935 jmenovalo čestným členem. O vynikající a záslužné vědecké činnosti řid. uč. arch. Antonína Zelnitia svědčí zvláště jeho jmenování místním jednatelem archeologické komise při České akademii věd a umění v Praze, jakož i jednatelem státního archeologického ústavu pro okresy Uherské Hradiště a Uherský Ostroh.“

## Články
- Zelnitius Antonín, Niederle Lubor: Slovanské pohřebiště ve Starém Městě u Uh. Hradiště, In: Zprávy čs. st. Arch. Ústavu 1, 1929, 7
- Zelnitius Antonín, Staroslovanské pohřebiště ve Starém Městě „na valách“, In: Sborník velehradský NŘ, č. 1, 1930, 4-10
- Zelnitius Antonín, Kde byl starý Velehrad? In: Lid ze dne 11. 10. 1931
- Zelnitius Antonín, Slovanská pohřebiště ve Starém Městě u Uh. Hradiště, In: Sborník velehradský NŘ, č. 2, 1931, 15-25
- Zelnitius Antonín, Pokračování výkopu pohřebiště „Na valách“ ve St. Městě, In: Sborník velehradský NŘ, č. 3, 1932, 45-53
- Zelnitius Antonín, Stručný přehled archeologie a archeologického výzkumu v okresu uherskohradišťském, In: Sborník velehradský NŘ, č. 4, 1933 12-18
- Zelnitius Antonín, Slovanské pohřebiště ve Starém Městě u Uh. Hradiště, In: Sborník velehradský NŘ, č. 4, 1933, 19-32
- Zelnitius Antonín, Staré Město, In: Lidové noviny z 29. 8. 1934
- Zelnitius Antonín, Slovanské pohřebiště ve Starém Městě, In: Sborník velehradský NŘ, č. 5, 1934, 16-22
- Zelnitius Antonín, Archeologický výzkum na Velehradě, In: Sborník velehradský NŘ č. 5, 1934, 22-26
- Zelnitius Antonín, Výzkum v Huštěnovicích, In: Sborník velehradský NŘ č. 5, 1934, 26
- Zelnitius Antonín, Staré Město, Naše kameny, In: Sborník velehradský NŘ č. 5, 1934, 34
- Zelnitius Antonín, Nahodilé nálezy, In: Sborník velehradský NŘ č. 6, 1935 47-48
- Zelnitius Antonín, Naše rovy, In: Sborník velehradský NŘ č. 6, 1935, 49
- Zelnitius Antonín, Výzkum na Velehradě, In: Sborník velehradský NŘ, č. 6, 1935, 55
- Zelnitius Antonín, Staré Město, pohřebiště „Na valách“, In: Sborník velehradský NŘ č. 7, 1936, 3-4
- Zelnitius Antonín, Výzkum Starého Města, In: Sborník velehradský NŘ č. 7, 1936, 4-7
- Zelnitius Antonín, Výzkum Starého Města, In: Sborník velehradský NŘ č. 8, 1937, 14-18
- Zelnitius Antonín, Velehrad pravdou, In: Sborník velehradský 8, NŘ č. 1937, 18-31
- Zelnitius Antonín, Vykopávky „na valách“ v mlýnské zahradě p. Vrat. Schildra, In: Sborník velehradský NŘ č. 8, 1937, 32-33
- Zelnitius Antonín, Doplněk k článku J. Skutila – „Zlatá náušnice staroměstská ze sbírek Zemského muzea v Brně“, In: Sborník velehradský NŘ č. 9, 1938, 18-22
- Zelnitius Antonín, Nálezy, In: Sborník velehradský NŘ č. 10, 1939, 36-38
- Zelnitius Antonín, Avarské sekery a nožíky ze St. Města, In: Sborník velehradský NŘ č. 11, 1940, 8-10
- Zelnitius Antonín, Veligrad – Staré Město a jeho kostely. In: Sborník velehradský NŘ, č. 11, 1940, 41-49
- Zelnitius Antonín, Kostelík sv. Víta ve Veligradu-Starém Městě, In: Sborník velehradský NŘ č. 11, 1940, 42-49
- Zelnitius Antonín, Hrubý Vilém, Zbytky starého kostela ve Spytihněvi, In: Sborník velehradský NŘ č. 11, 1940, 95
- Zelnitius Antonín, K výzkumu Velehradu-Starého Města, In: Sborník velehradský NŘ č. 12, 1941, 65-77
- Zelnitius Antonín, Kostelík sv. Jana Křtitele ve Starém Městě, In: Sborník velehradský NŘ č. 12, 1941, 77
- Zelnitius Antonín, Poznatky z pohřebiště „Na valách“, In: Sborník velehradský NŘ č. 13, 1942, 29-32
- Zelnitius Antonín, Staré Město – Velehrad, velkomoravský Velehrad. In: Sborník velehradský NŘ, č. 13, 1942, 33-55, Dtto, ČVMSO 55, 1946, 182-191
- Zelnitius Antonín, Staré Město, archeologický výzkum „Na špitálkách“ od r. 1925 do konce r. 1936 (Uh. Hradiště 1943)
- Zelnitius Antonín, Staré Město-Veligrad, pohřebiště „Na špitálkách“, In: Sborník velehradský NŘ č. 14, 1946, 32-40
- Zelnitius Antonín, Slovíčko o velkomoravském Velehradu, In: Sborník velehradský NŘ č. 14, 1946, 95-110
- Zelnitius Antonín, Staré Město-Veligrad v památkách (Uh Hradiště 1948)
- Zelnitius Antonín, Inventář musea ve Starém Městě